# اولین راه‌آهن میان‌قاره‌ای
نخستین راه‌آهن میان‌قاره‌ای (انگلیسی: First Transcontinental Railroad) یا راه‌آهن پاسیفیک یک خط راه‌آهن به طول ۳۰۷۷ کیلومتر بود که از خلیج سان‌فرانسیسکو شروع و در کونسیل بلوفس، آیووا به پایان می‌رسیده‌است. ساخت این راه‌آهن توسط اوراق ایالتی و دولت آمریکا و نیز شرکت‌های صادرکننده اوراق قرضه رهنی انجام شده بود. ساخت این راه‌آهن تاثیر بسیار زیادی در تحول اقتصاد غرب آمریکا داشته است.

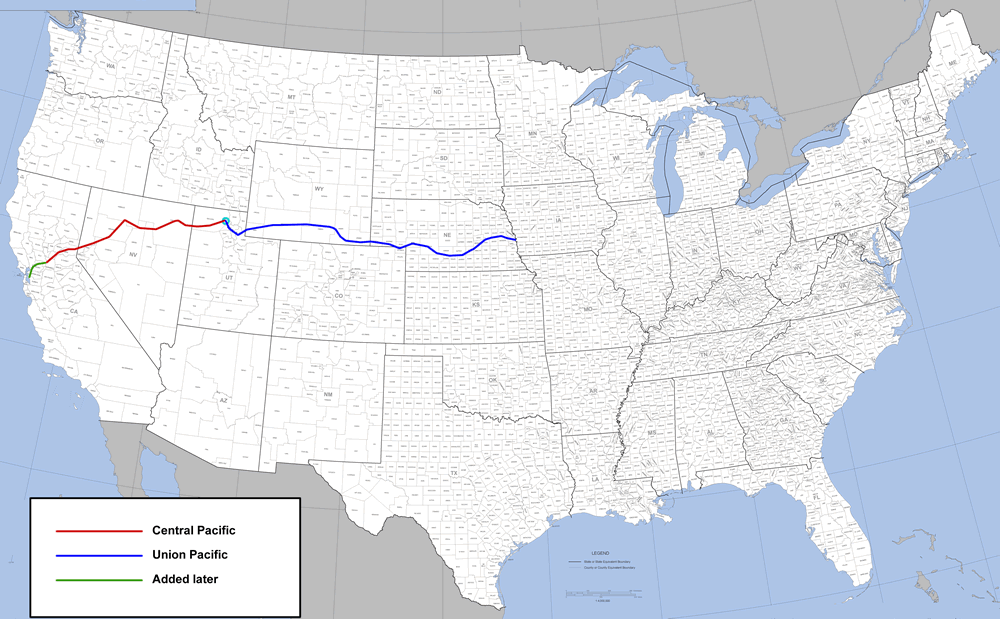
1863-1869: Union Pacific built west (blue line), Central Pacific built east (red line) and Western Pacific built the last leg (green line) to complete the first transcontinental railroad to the Pacific